# Георг (фільм)
«Георг» (англ. Georg) — біографічна драма Пеетера Сімма 2007 року про естонського співака Георга Отса.

## Сюжет
Георг Отс одружується з Мартою. Невдовзі він йде служити та починає командувати протитанковим загоном. У Ярославлі Георг зустрічає балерину Асту Саар. Чоловік розлучується з дружиною та одружується з молодою танцюристкою. Після війни пара влаштовується в Таллінський театр опери та балету. Кар'єра Отса швидко йде в гору, його талант робить Отса легендою. На відміну від чоловіка, Аста не стала успішною, жінка кидає театр, народжує двох дітей та присвячує себе родині. Тривалі гастролі, підозри дружини, її роздратування руйнують шлюб.
Чоловік одружується втретє з моделлю Ілоною. В Отса виявляють пухлину мозку. Останні роки співак боровся з хворобою, яка швидко прогресувала.

## У ролях
| Актор             | Роль      |
| ----------------- | --------- |
| Марко Матвере     | Георг Отс |
| Анастасія Макєєва | Аста Саар |
| Ренарс Кауперс    | Цезар     |
| Елле Кулль        | Лідія     |
| Тину Карк         | Карл      |
| Міртел Пола       | Марго     |
| Карін Туарт       | Ілона     |

## Знімальна група
- Кінорежисер — Пеетер Сімм
- Сценарист — Олександр Бородянський, Маті Пильдре
- Кінопродюсер — Іво Фельт, Мартен Кросс
- Композитор — Потєєнко Юрій
- Кінооператор — Рейн Котов
- Кіномонтаж — Лііна Трішкіна
- Художник-постановник — Калью Ківі, Юджен Тамберг
- Художник-костюмер — Маре Райдма[2]

## Сприйняття
Рейтинг фільму на сайті Internet Movie Database — 6,7/10 (329 голосів).